# Maximiliano Siñani
Maximiliano Siñani Paredes (La Paz, 6 de marzo de 1989) es un artista plástico boliviano.
Estudió arquitectura en la Universidad Mayor de San Andrés en La Paz y continuó sus estudios en la School of Visual Arts en bellas artes. Siñani cofundó 67 en el Lower East Side, en Nueva York.

## Primeros años
Inició su formación en la Facultad de Arquitectura y Artes de la Universidad Mayor de San Andrés y, paralelamente, asistía a algunas clases de la Academia Nacional de Bellas Artes Hernando Siles, en La Paz, hasta que se mudó a New York el 2009 para terminar su formación en la Escuela de Artes Visuales de Nueva York.

## Carrera
Sus exposiciones individuales incluyen El Museo del Barrio en Nueva York, el Museo Nacional de Arte en La Paz, Y Gallery, Open Source Gallery, Michael Mut Gallery. Ha participado en todas las Bienales de Bolivia, y es invitado con frecuencia a colectivas artísticas. Premio "Sylvia Lipson Allen Memorial" a través de la Escuela de Artes Visuales de Nueva York, 1° lugar en la XIX Bienal de Santa Cruz en 2014, y una Mención de Honor en el LXVII Salón Pedro Domingo Murillo en 2019. Residencias en Kiosko de Santa Cruz, ISCP (International Studies & Curatorial Programs) en Brooklyn, CRIPTA747 en Turín, y La Casa col Forno in Rorá. Ha publicado en Disonare Magazine, Bukow Press, Arte al Límite y A - Ediciones Arte contemporáneo. Actualmente se encuentra en la Städelschule de Fráncfort del Meno, Alemania. Vive y trabaja en Turín, Italia. 

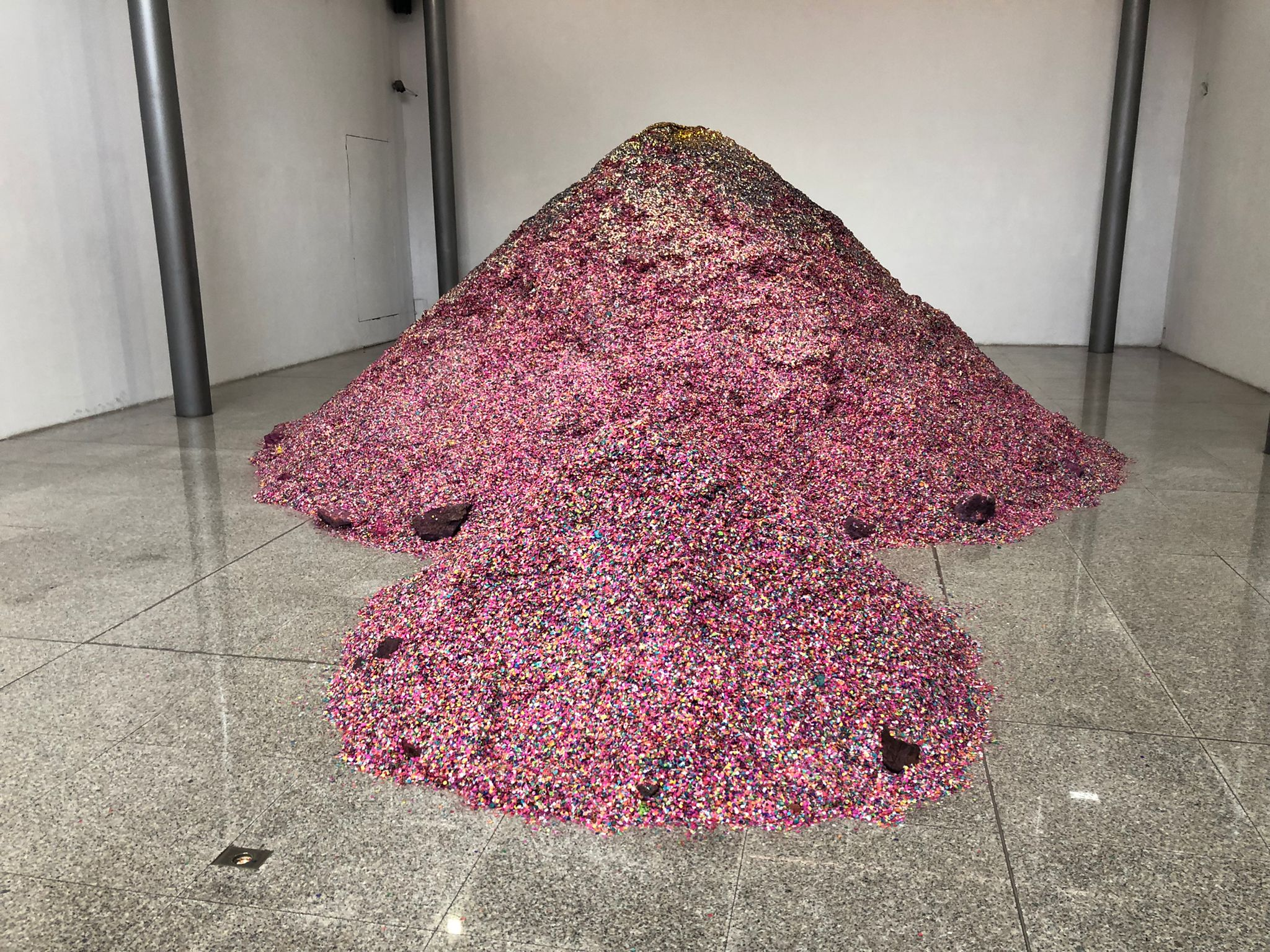
Sumaq Urqu sagrado, Museo Nacional de Arte, La Paz, 2019

## Distinciones
- Amalia de Gallardo “Si acaso en Chuquiago…” as Art Director, La Paz (1° lugar, 2009).
- XIX Bienal de Santa Cruz (1° lugar, 2014).
- "Sylvia Lipson Allen Memorial" a través de Escuela de Artes Visuales de Nueva York (mención de honor, 2014).
- Mención LXVII Salón Pedro Domingo Murillo (mención de honor, 2019).

## Publicaciones
- 89 Manitos by Copysprinter, Torino, Italia. (2020)
- 3 Manitos by Copysprinter, Torino, Italia.(2019)
- Sindicato Comercio’s catalog by A - ediciones arte contemporáneo. (2019)
- 2 Manitos by Copysprinter, Torino, Italia. (2018)
- Manitos Copysprinter, Torino, Italia. (2017)
- Partidito by Bukow Press, Brooklyn, NY. (2016)
- Maximiliano Siñani “Trilogía erótica y su yapa” by A - ediciones arte contemporáneo - and co-published by Kiosko, Bolivia. (2016)
- Arte al Límite, Santiago, Chile. (2016)
- 20/20 Magazine, New York, NY. (2015)
- Disonare Magazine, New York, NY (2014)